# Hard Love Stories
Hard Love Stories es el tercer y último álbum de estudio de la banda neozelandésa Sneaky Feelings, lanzado en 1988 por Flying Nun Records.

## Lista de canciones
Lado A
1. In The Shape Of A Heart - 3:47
2. Your Secret's Safe With Me - 2:07
3. Dad And The Family Dog - 3:51
4. Further And Further Away From You - 5:36
5. Parked - 2:11

Lado B
1. This Must Be The Verse - 1:05
2. Hard Love - 3:04
3. Levin Dream - 2:45
4. Discipline - 2:33
5. Take Me There - 3:38